# Рача Вас
Рача Вас (хорв. Račja Vas) — населений пункт у Хорватії, в Істрійській жупанії у складі громади Ланище.

## Населення
Населення за даними перепису 2011 року становило 25 осіб.
Динаміка чисельності населення поселення:

## Клімат
Середня річна температура становить 8,05 °C, середня максимальна – 19,80 °C, а середня мінімальна – -5,02 °C. Середня річна кількість опадів – 1670 мм.
| Клімат поселення                              | Клімат поселення | Клімат поселення | Клімат поселення | Клімат поселення | Клімат поселення | Клімат поселення | Клімат поселення | Клімат поселення | Клімат поселення | Клімат поселення | Клімат поселення | Клімат поселення | Клімат поселення |
| Показник                                      | Січ.             | Лют.             | Бер.             | Квіт.            | Трав.            | Черв.            | Лип.             | Серп.            | Вер.             | Жовт.            | Лист.            | Груд.            |                  |
| Середній максимум, °C                         | 5,72             | 5,80             | 7,74             | 11,47            | 16,02            | 19,80            | 19,39            | 19,76            | 16,12            | 12,12            | 6,91             | 4,26             |                  |
| Середня температура, °C                       | 0,34             | 0,44             | 2,37             | 6,11             | 10,65            | 14,43            | 16,66            | 17,03            | 13,38            | 9,40             | 4,19             | 1,53             |                  |
| Середній мінімум, °C                          | −5,02            | −4,92            | −2,99            | 0,76             | 5,28             | 9,08             | 13,94            | 14,32            | 10,67            | 6,67             | 1,46             | −1,2             |                  |
| Норма опадів, мм                              | 123              | 103              | 125              | 143              | 129              | 147              | 100              | 121              | 142              | 174              | 199              | 164              |                  |
| Середньомісячна швидкість вітру, м/с          | 2.74             | 2.97             | 3.07             | 2.95             | 2.68             | 2.56             | 2.42             | 2.44             | 2.50             | 2.78             | 2.90             | 2.91             |                  |
| Середньомісячна сонячна радіація, кДж/м²·день | 4581             | 7470             | 10575            | 14717            | 18704            | 20217            | 21283            | 17953            | 13646            | 9053             | 4909             | 3862             |                  |
| --------------------------------------------- | ---------------- | ---------------- | ---------------- | ---------------- | ---------------- | ---------------- | ---------------- | ---------------- | ---------------- | ---------------- | ---------------- | ---------------- | ---------------- |
| Джерело:                                      |                  |                  |                  |                  |                  |                  |                  |                  |                  |                  |                  |                  |                  |